# Basílica de San Evre (Nancy)
La basílica [de] San Evre de Nancy (en francés: Basilique Saint-Epvre) es una basílica francesa de estilo neogótico construida en el siglo XIX en piedra de Euville. El edificio ha sido catalogado como monumento histórico en 1999.

## Ubicación y acceso
La iglesia se encuentra en la plaza de Saint-Epvre en la Vieille-Ville.

## Origen del nombre
San Evre (fallecido en 507) era un obispo de Toul, cuyas reliquias se conservan en un relicario en el altar mayor. Hasta el fin del siglo XIX, la iglesia esta denominada a veces como iglesia de San "Épure".

## Historia

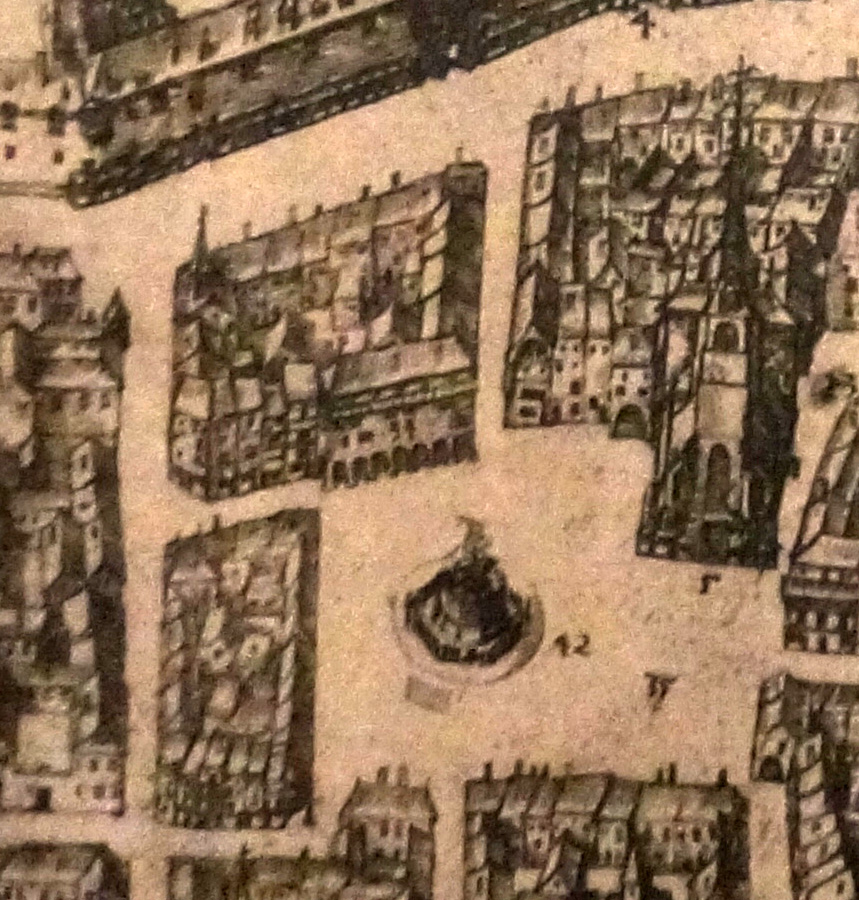
Plano de 1611 de Nancy: 42 la gran fuente, 5 iglesia parroquial de San Evre, 35 place de san Evre donde se celebraba la pescadería y el mercado de verduras.

El duque Teodorico II de Lorena estableció la iglesia parroquial en 1080. Entre 1436 y 1451 el edificio fue completamente reconstruido en estilo gótico, cuyo campanario servía también como torre de vigilancia ya que era el punto más alto de la ciudad medieval. 
La construcción de una nueva iglesia en la segunda mitad del siglo XIX es objeto de un concurso en 1862, evaluado por una subcomisión en Nancy y luego por la Commission des Bâtiments Civils, en París. Esta última tenía Alphonse de Gisors y Hector-Martin Lefuel entre sus miembros. El proyecto de Prosper Morey fue seleccionado, aunque había sido retirado del concurso por el arquitecto.
La iglesia fue demolida en 1863, y el campanario, que debía ser integrado en la nueva iglesia, solamente le sobreviviría unos pocos años, antes de desaparecer en 1867. La primera piedra fue colocada en mayo de 1864, después de que las fundaciones habían sido cavadas y llenadas desde 1863. En 1865, Joseph Trouillet se encargó de recoger donaciones para financiar la construcción de este proyecto prestigioso. Tuvo el apoyo de Francisco José I de Austria, quien visitó la obra el 22 de octubre de 1867 con sus dos hermanos Carlos-Luis y Luis-Víctor. Trouillet también obtuvola participación de Napoleón III y de la nobleza de Lorena. La iglesia fue consagrada en 1871 por el obispo de Nancy Joseph Foulon.
El 26 de noviembre de 1874, la iglesia fue elevada al rango de basílica menor por el papa Pío IX. La construcción se terminó en 1875.
La parroquia fue confiada a la Congregación del Oratorio de San Felipe Neri.
En diciembre de 2012, el archiduque Christophe de Habsburgo-Lorena, descendiente de los duques de Lorena, se casó en la basílica.
El 15 de diciembre de 2013, durante una misa pontificia, fue trasladada a la basílica una reliquia del beato Carlos I de Habsburgo-Lorena.

## Edificio actual

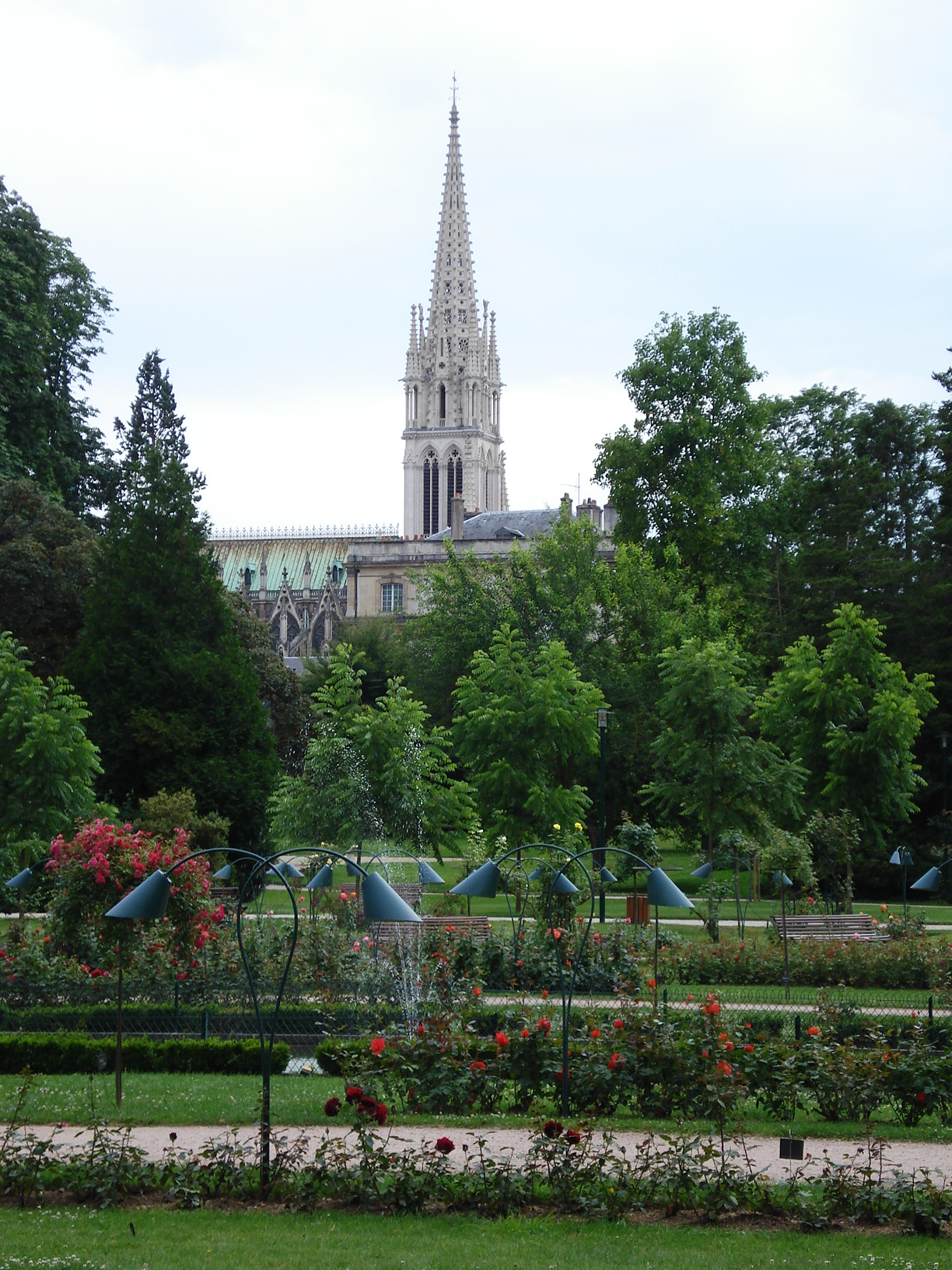
Vista desde el parque de la Pépinière.

Prosper Morey, arquitecto municipal y designado para reconstruir el edificio, eligió un estilo neogótico que permitía una muy buena integración en el centro histórico de Nancy. La primera piedra fue colocada en mayo de 1864, mientras que desde 1865 monseñor Joseph Trouillet se encargaba de recaudar donaciones para financiar la construcción de este prestigioso proyecto, para lo que contó con el apoyo de Francisco José Carlos de Habsburgo-Lorena que visitó el sitio de construcción el 22 de octubre de 1867 con sus dos hermanos Charles-Louis y Louis-Victor. Con este apoyo, monseñor Trouillet también solicitó el de Napoleón III y se ganó los de la antigua nobleza lorena... tanto que heredó el apodo de «roi des mendiants et mendiants des rois» (rey de mendigos y mendigos de reyes). La iglesia fue consagrada en 1871.
El 26 de noviembre de 1874, la iglesia fue elevada al rango de basílica menor por el papa Pío IX.
La basílica de San Evre ha sido catalogada como monumento histórico desde 1999. Los efectos combinados de la huracán de diciembre de 1999 y la contaminación han obligado a emprender importantes trabajos de restauración durante varios años.

## Arquitectura

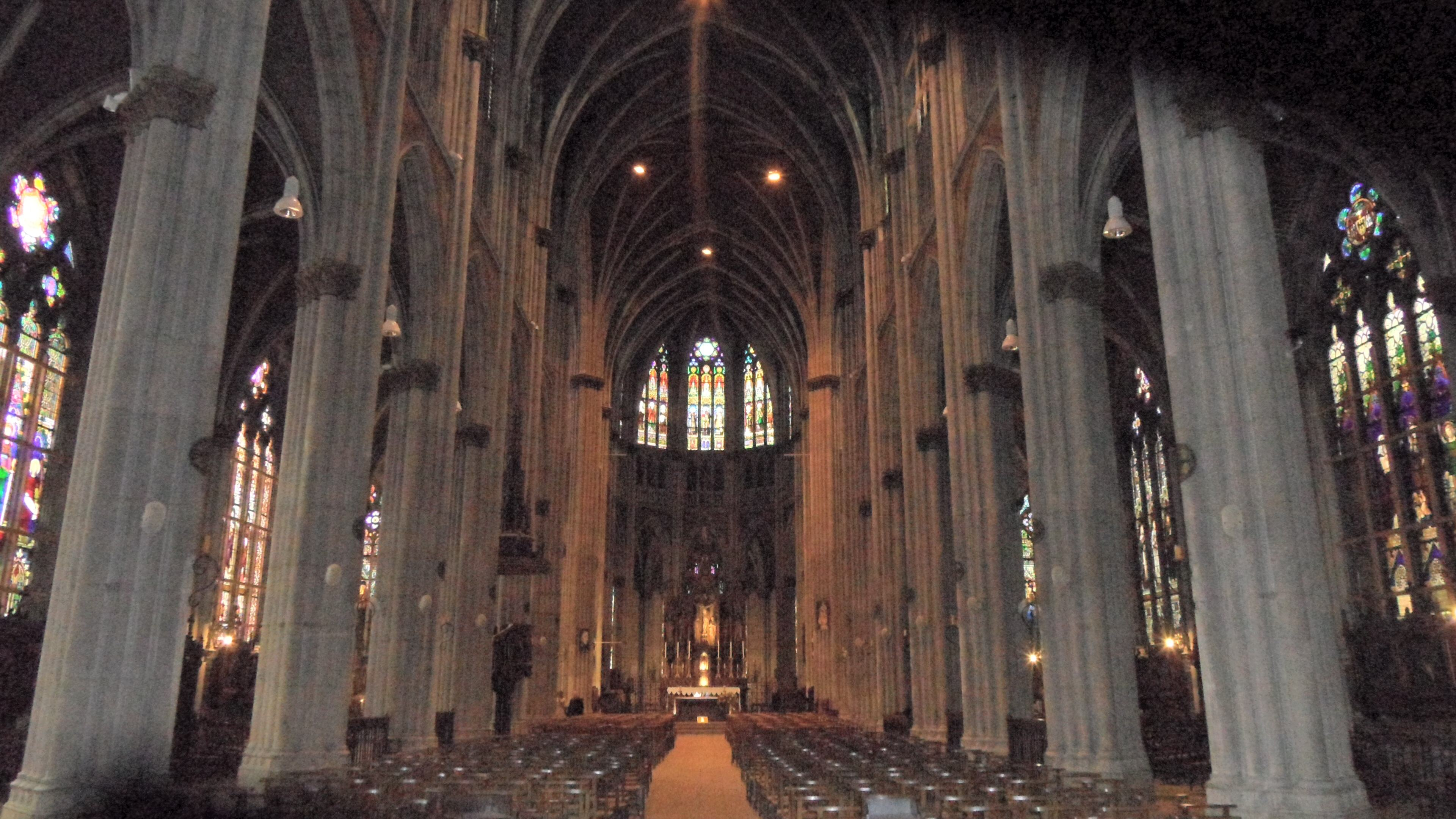
Interior

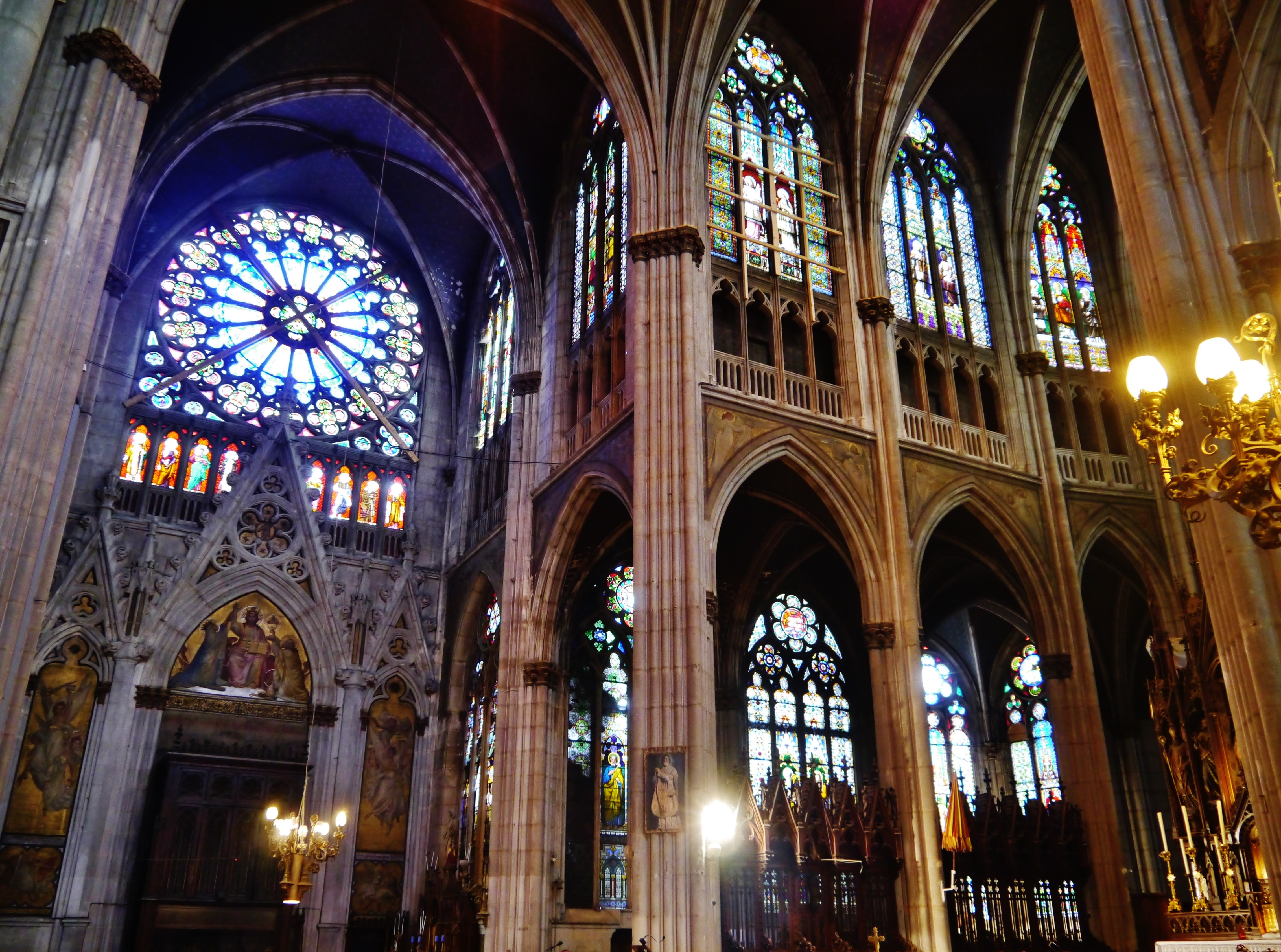
Rosetón del crucero y vidrieras

La basílica está construida en estilo gótico con lancetas y presenta proporciones honorables: la flecha alcanza los 87 m para un edificio de un centenar de metros de longitud. La nave tiene 84 m de largo y una altura de bóveda central de 24 m. El proyecto recibió las alabanzas de Viollet-le-Duc.
La escalera monumental de la entrada fue un regalo del emperador Francisco José I de Austria, heredero de las casas de Austria y de Lorena, así como los vitrales que lo representan con su esposa (bajo las figuras de san Francisco y santa Isabel:  la vidriera fue destruida por el golpe de un obus durante la Primera Guerra Mundial y ñuego fue sustituida por las figuras de san Epvre y santa Odilia, que simbolizan la Lorena y Alsacia unidas). Napoleón III y la emperatriz Eugenia también ofrecieron vidrieras (san Luis y santa Eugenia; las armas del Imperio francés coronan la composición).
Iluminan la basílica tres rosetones y 74 vidrieras, de las cuales 71 son debida a los talleres Geyling en Viena. En total, la superficie de los vitrales supera los 2300 m². La nave está decorada con pinturas sobre lienzos encoladas y mosaicos simulados. Los altares y boiseries son de origen francés (taller Klein en Colmar), pero sobre todo alemanes (talleres Margraff en Múnich).
En el coro, Pío IX ofreció 25 m² de enlosado de color verde procedente de la Vía Apia de Roma.

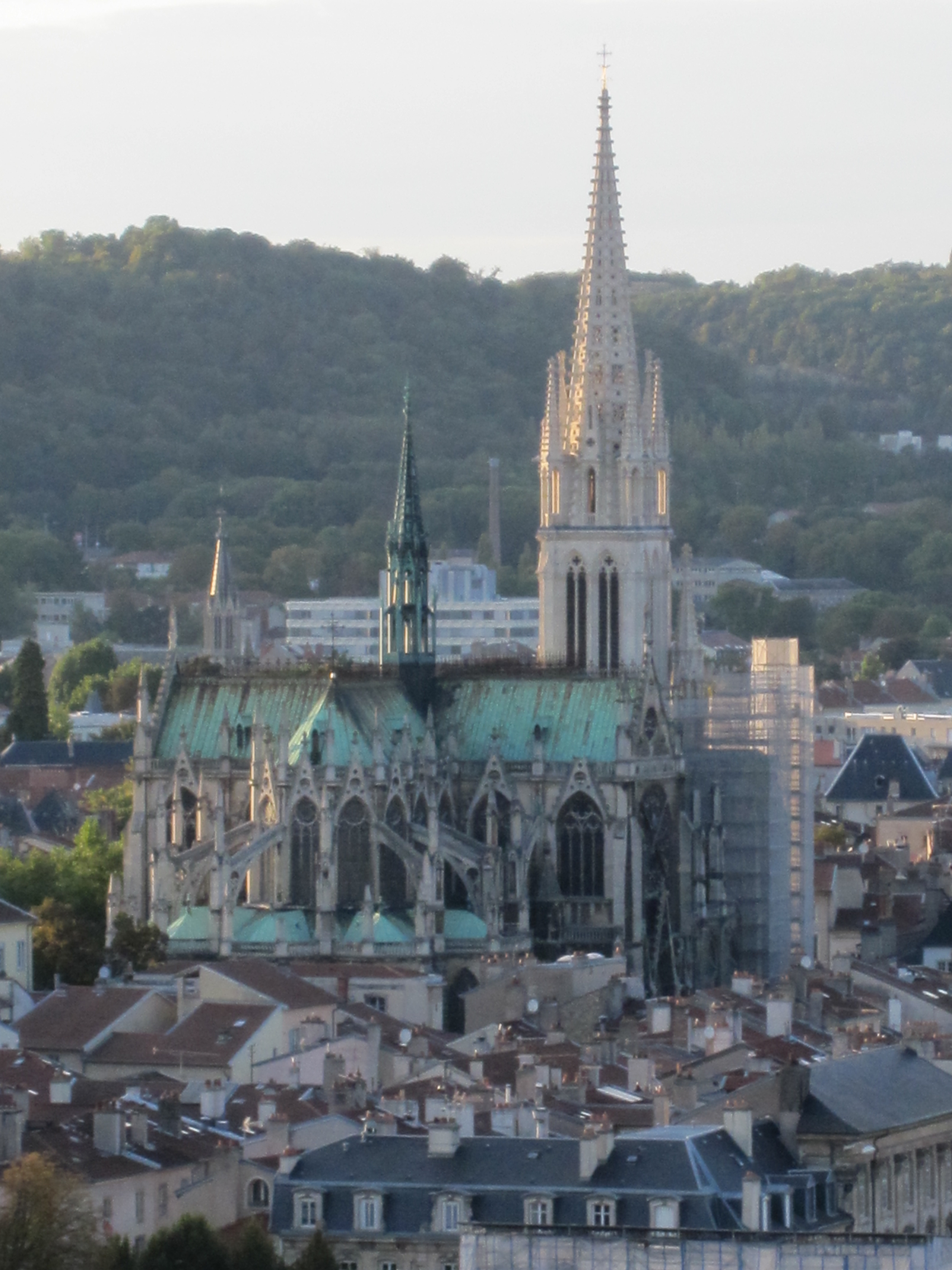
La cabecera destacando sobre el caserío
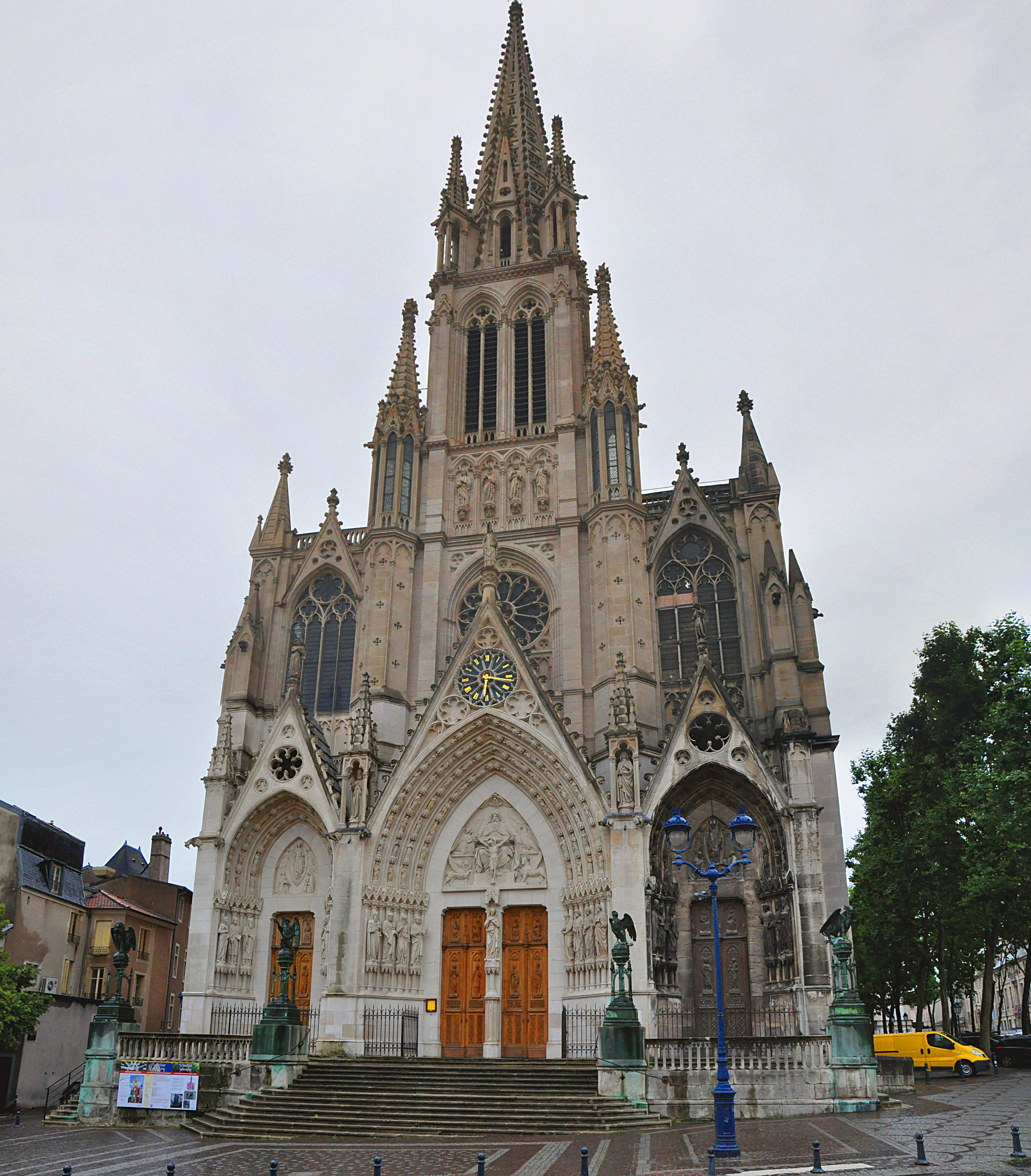
Fachada (2014)
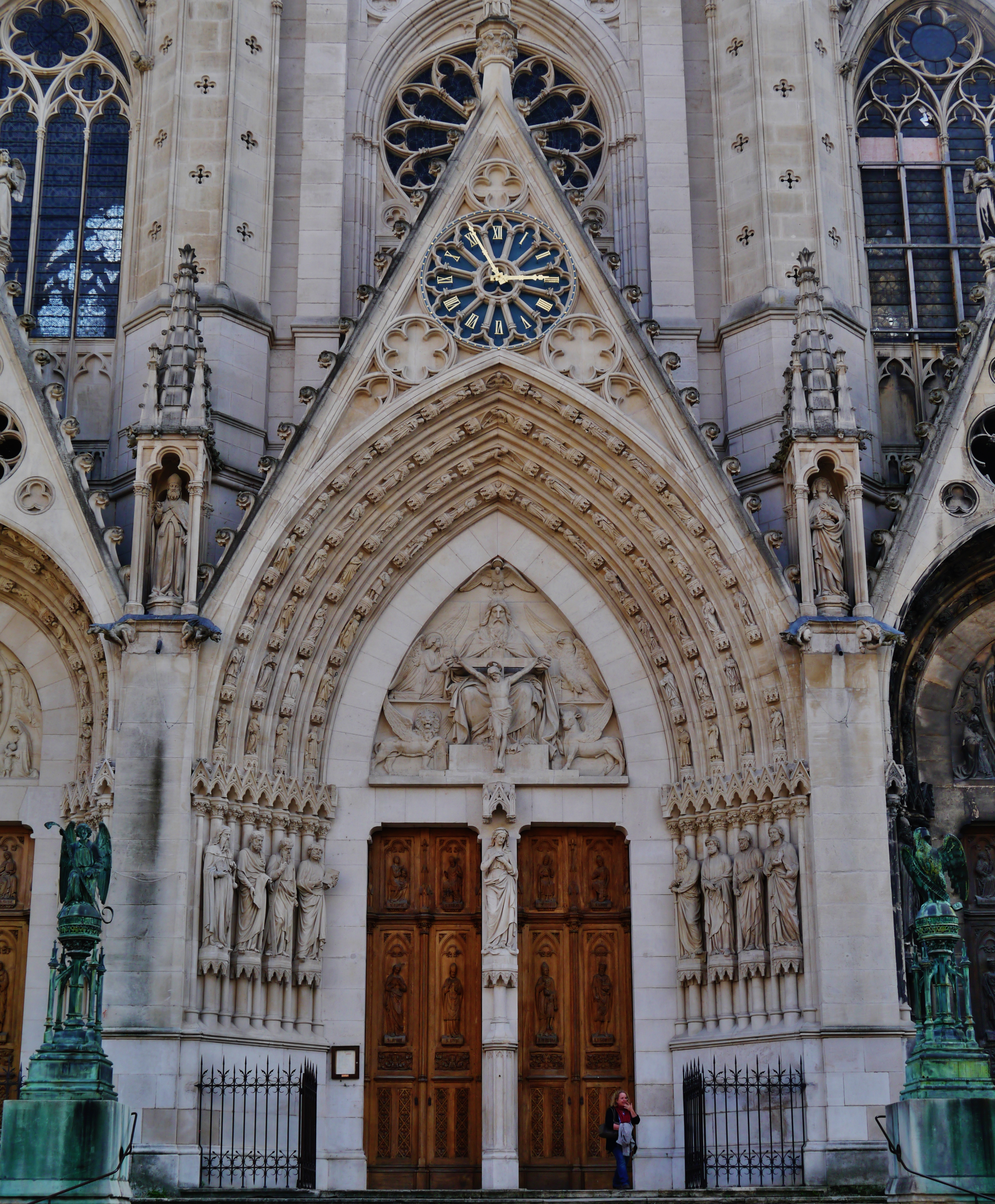
Detalle del portal
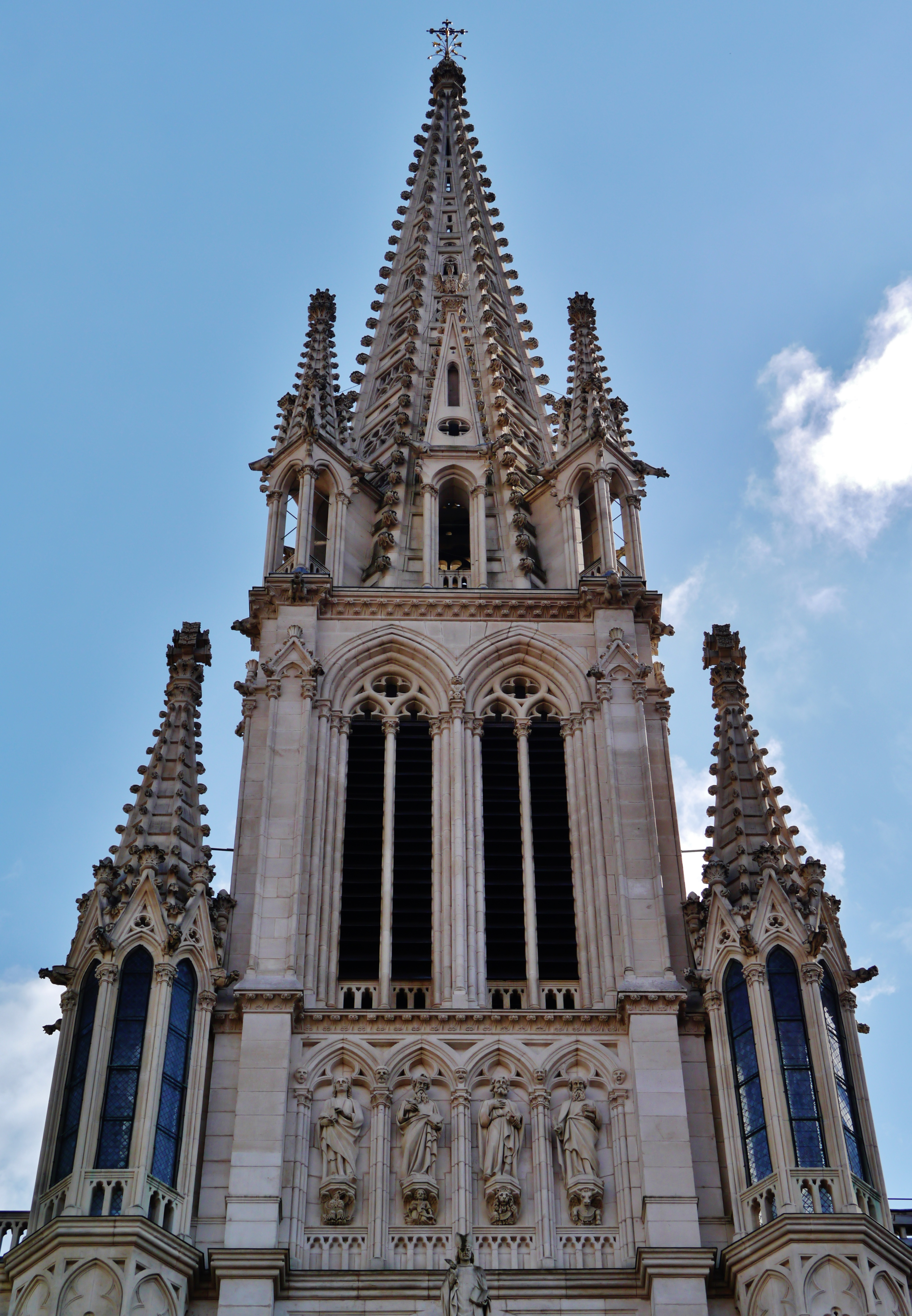
Parte alta de la torre

## Órganos

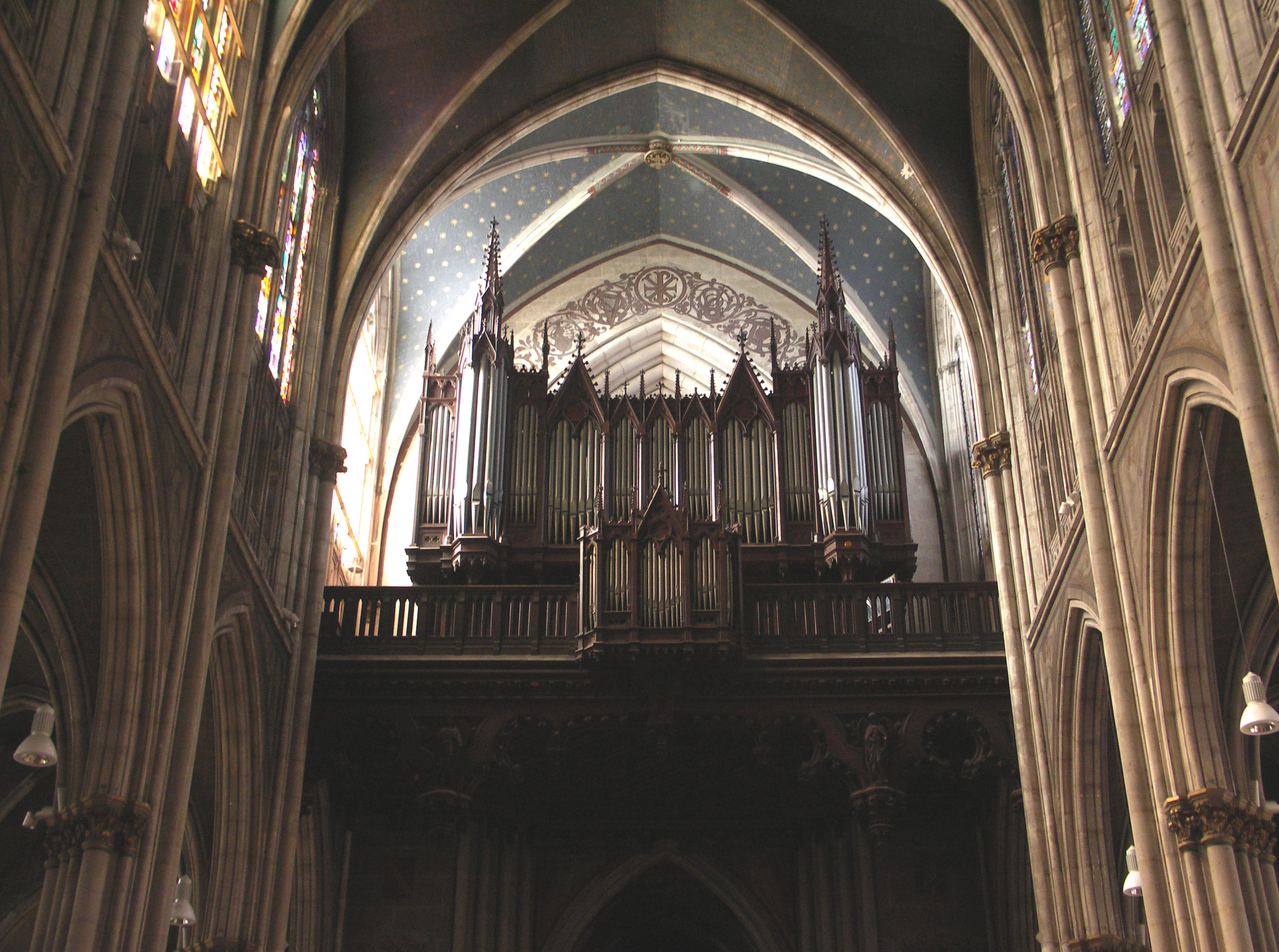
Grand orgue Merklin-Schütze de la basilique Saint-Epvre de Nancy - L'excellence de cet instrument, reconnue lors de sa présentation à l'Exposition Universelle de Paris en 1867, valut à Joseph Merklin le titre de Chevalier de la Légion d'Honneur.

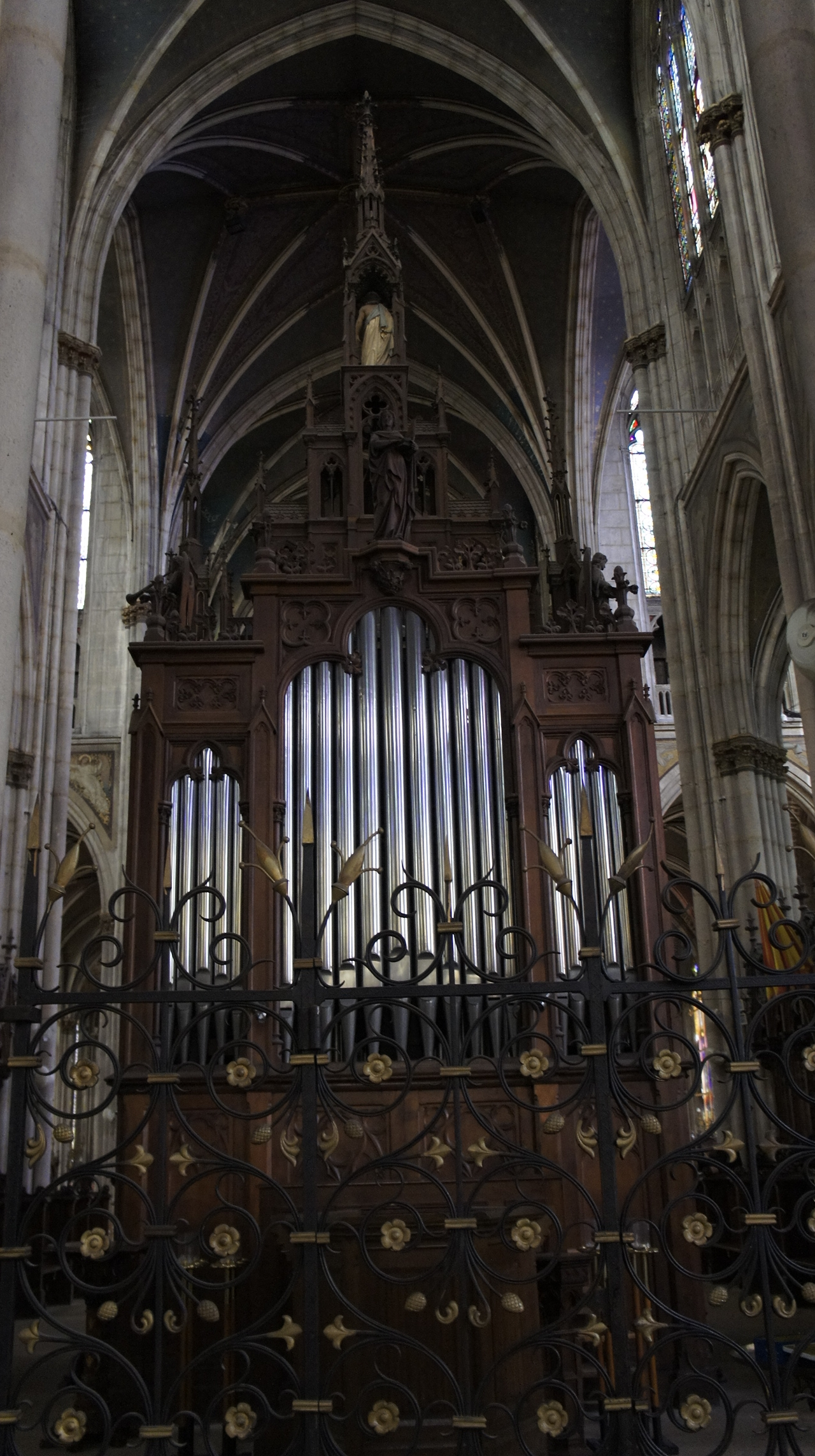
El órgano del coro

Los órganos del antiguo San Evre fueron revendidos para la iglesia de Dannelbourg.
Los grandes órganos neogóticos (tribuna) fueron construidos por el factor  Joseph Merklin (empresa «Merklin-Schütze») e inaugurados por Anton Bruckner. Este órgano fue recompensado con una medalla de oro en la Exposición Universal de París en 1867, donde fue tocado por la mayoría de los grandes organistas parisinos.
El órgano fue restaurado en 1992 por la Manufacture Lorraine de Grandes Orgues Hærpfer,  bajo patrocinio de los Monumentos Históricos. Durante este trabajo, la sopladoría suplementaria (para compensar las faltas de viento) añadido a finales del siglo XIX, más precisamente entre 1877 y 1893 por Jean Blési, fue suprimida, así como los complementos de tres notas agudas de pedal (para pasar el pedalero de 27 a 30 notas) y un juego de bourdon 8 (pedal) colocado en 1926 por Theodore Jacquot.
El órgano de la tribuna de San Evre es, junto con el gran órgano Cavaillé-Coll de la catedral de Nancy, el Dalstein-Hærpfer de la iglesia de San Sebastián y el Didier de iglesia de San Nicolás, uno de los grandes representantes de la manufactura de órganos sinfónicos en Nancy.
La basílica dispone también de un de Nancyórgano de coro» también construido por Joseph Merklin. Este instrumento estuvo durante mucho tiempo inutilizable porque un sin techo lo había transformado en un refugio improvisado, dañando considerablemente la tubería. Este instrumento fue restaurado en 2009 por Jean-Baptiste Gaupillat y Laurent Plet.
El instrumento comporta dos teclados con la siguiente composición:
- Gran órgano:
  - Bourdon 16'-
  - Montre 8' -
  - Bourdon 8' -
  - Salicional 8'-
  - Prestant 4' -
  - Trompette 8' -
- Récit Expressif :
  - Gambe 8' -
  - Bourdon harmonique 8' -
  - Flûte harmonique 4' -
  - Basson hautbois 8' -
- Pédale :
  - Soubasse 16' (emprunt Bourdon 16' du G. O.)
- Appel Trompette 8'
  - II/I -
  - I/II sur la première octave -
  - I/P

## Galería de imágenes

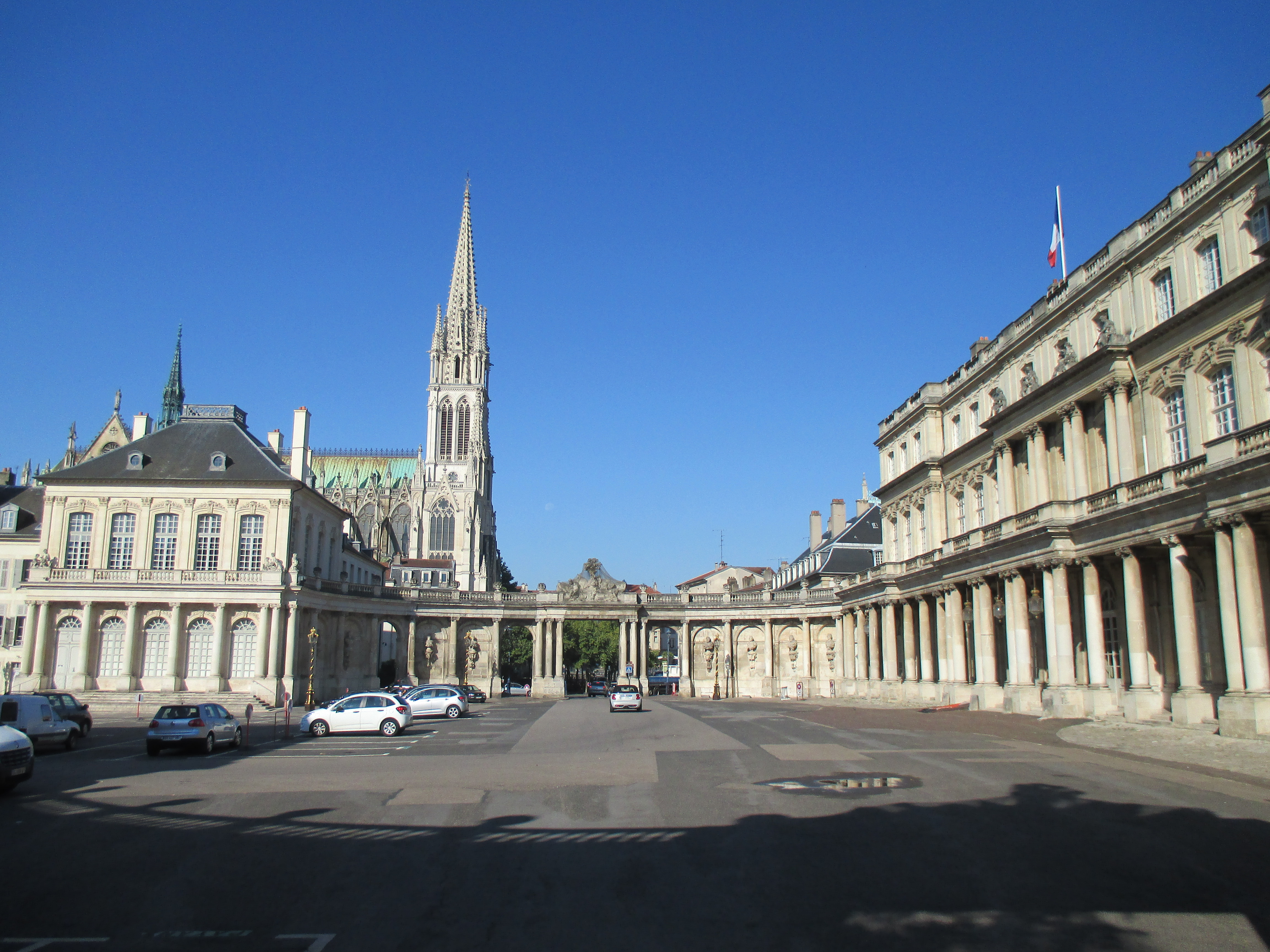
El palacio de Gobierno y detrás la basílica
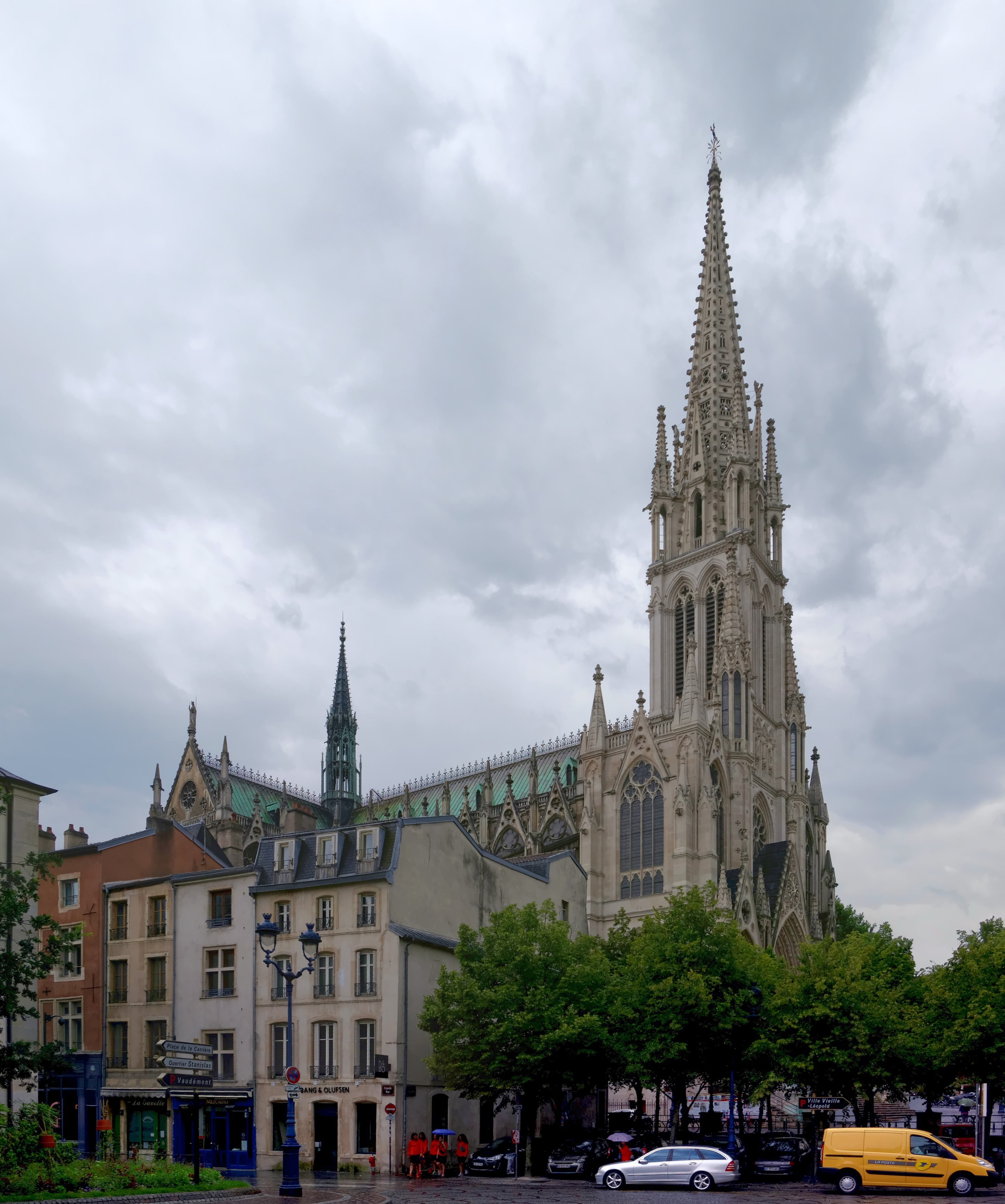
Vista en escorzo de la basílica
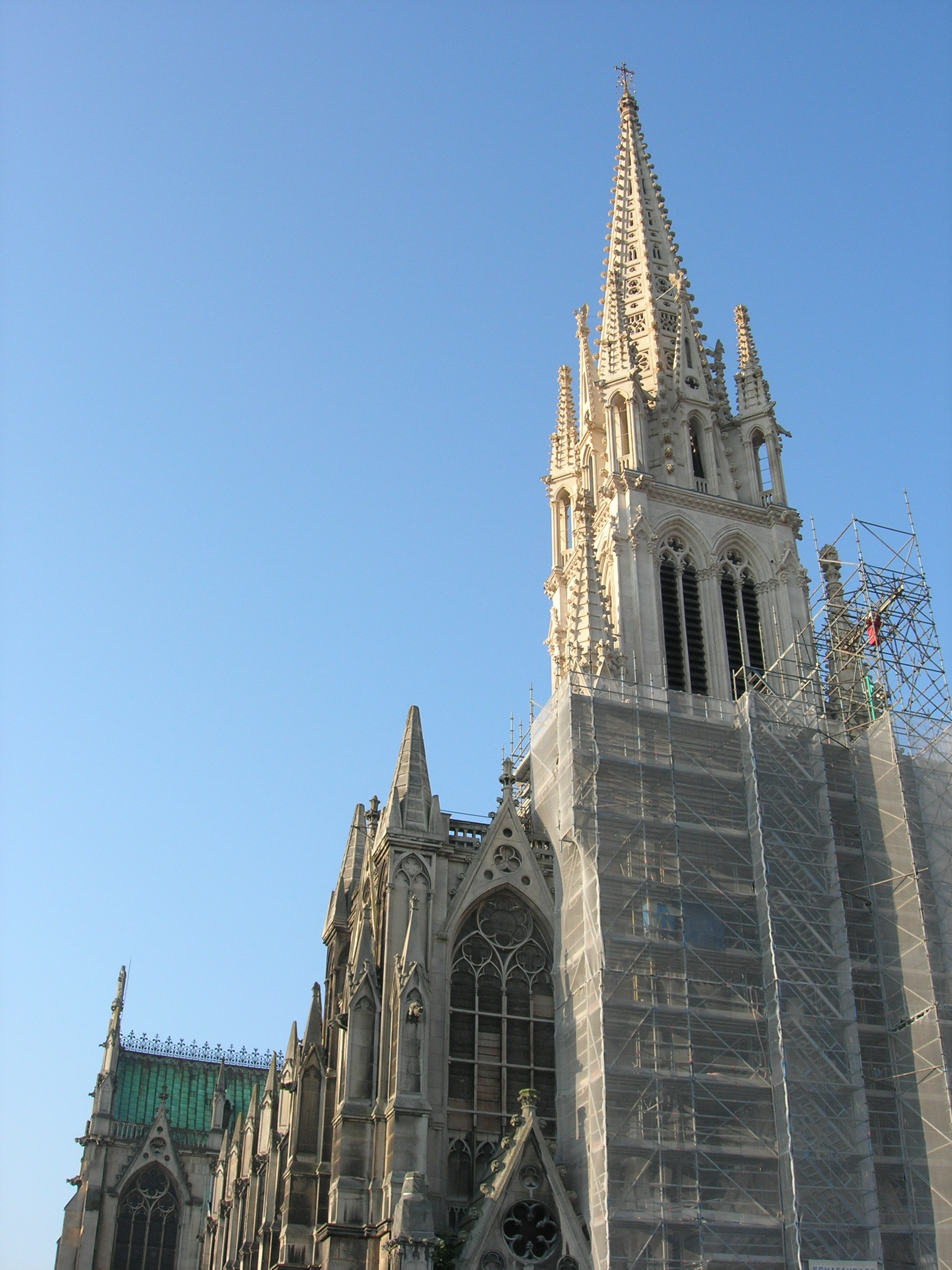
Trabajos en 2008
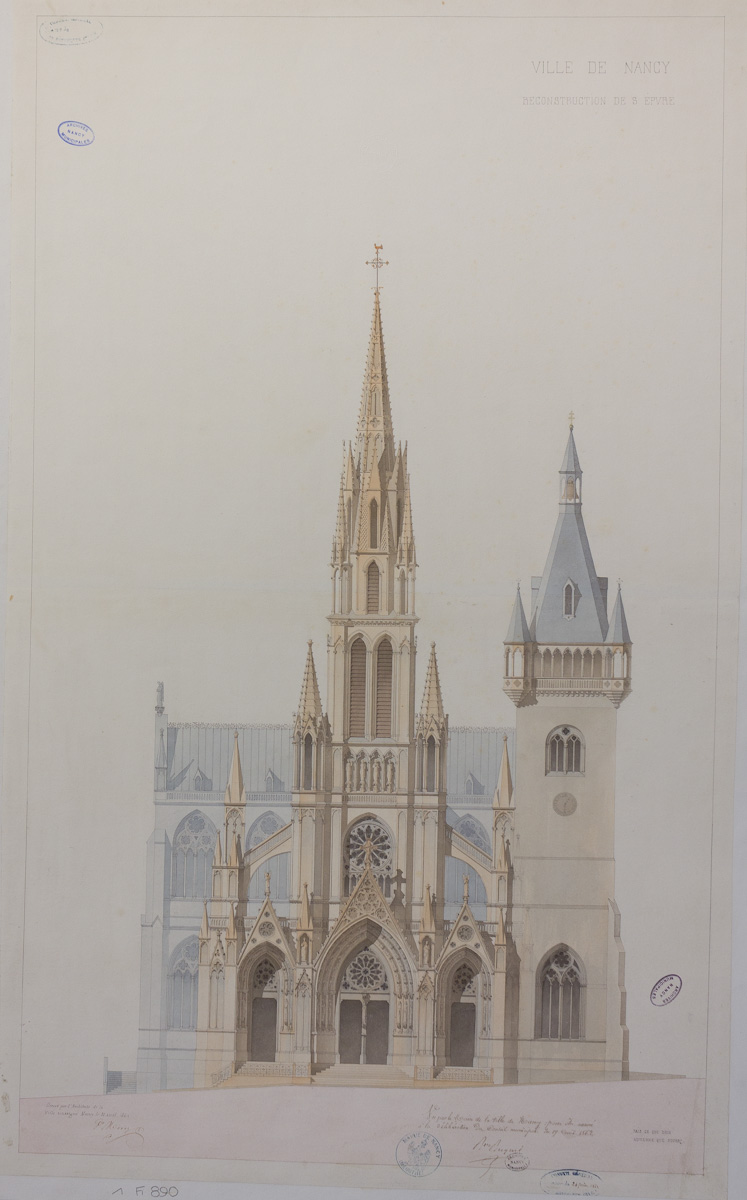
Proyecto inicial con el antiguo campanario
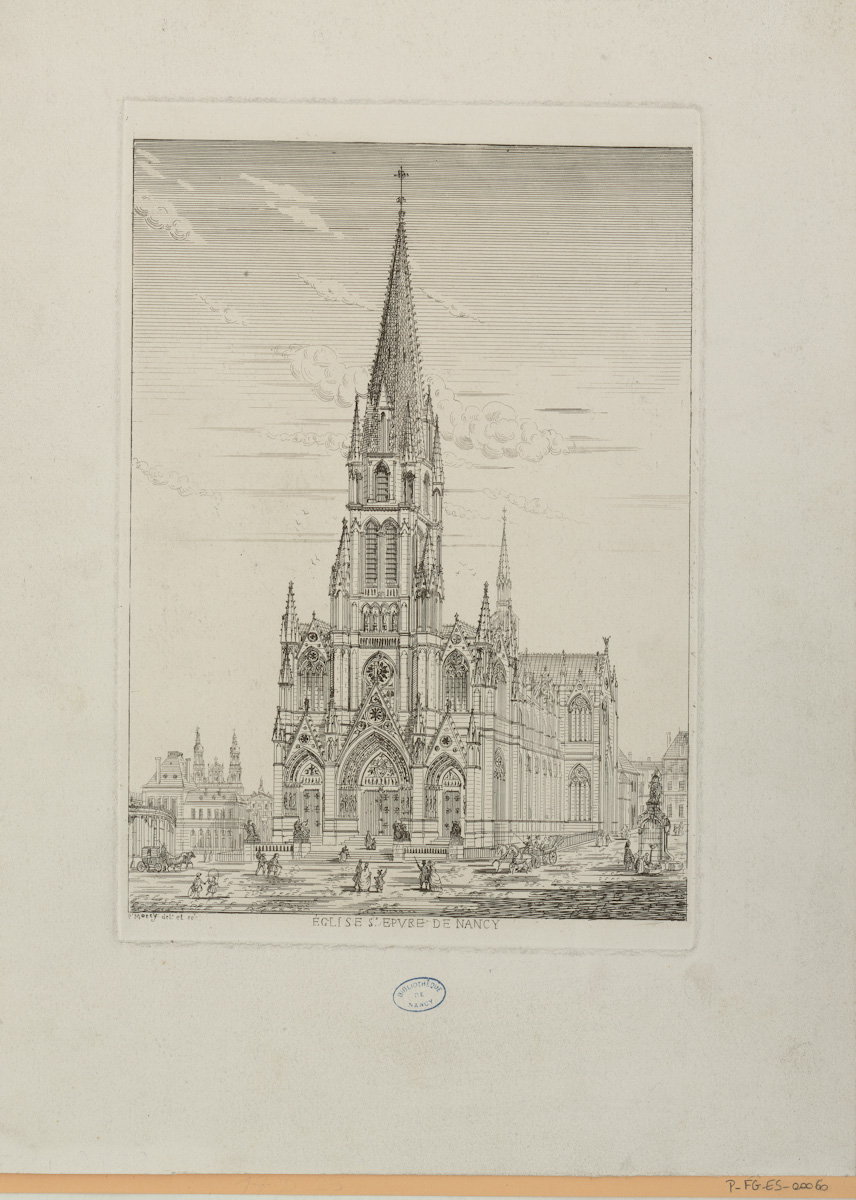
Dibujo de Prosper Morey